# Vejcovod
Vejcovod (latinsky: tuba uterina či oviductus, řecky: salpinx /Falloppii/) je úzká, ohebná trubice začínající v děložním rohu a ústící nálevkovitě do břišní dutiny, v blízkosti vaječníku. Vejcovody jsou dva, každý spojuje s dělohou jeden vaječník. Úkolem vejcovodů je, jak už napovídá jejich jméno, dopravit vajíčko po ovulaci do dělohy. Ve vejcovodu také dochází k oplození vajíčka.
Vejcovody ženy jsou uložené v pánevní dutině, u samic některých savců mohou zasahovat až do podbřišku. Jsou zavěšeny na duplikatuře pobřišnice, zůstávají tak stále rozepjaty mezi dělohou a vaječníky.
Vejcovod ženy je 10–12 cm dlouhý a 0,5 cm široký. Délka vejcovodu v podstatě záleží na velikosti samice, vejcovody kopytníků mohou být až 20 cm dlouhé.

## Popis
Vejcovod se skládá ze tří částí:
- Nálevka (infundibulum)
- Rozšířený úsek (ampulla)
- Zúžený úsek (istmus)

Nálevka se otevírá do břišní dutiny. Její okraje jsou opatřeny třásněmi (fimbriae), které přisedají na povrch vaječníku. Při ovulaci se z vaječníku uvolní vajíčko, třásně ho zachytí a přesunou do vejcovodu.
Rozšířený úsek vejcovodu je nejdelší část vejcovodu. V ampule vajíčko čeká na spermie a dochází zde k vlastnímu oplození.
Zúžený úsek je krátký úsek vejcovodu před jeho vyústěním do dělohy.
Stěna vejcovodu je tvořena hladkou svalovinou, uvnitř se nachází vysoká sliznice, která zvláště v ampule tvoří podélné, členitě větvené řasy. Epitelové buňky vystýlající vejcovod jsou dvojího druhu: řasinkové buňky a sekreční buňky.
Řasinkové buňky jsou opatřené řasinkami, které neustále kmitají směrem k děloze a tak posouvají vajíčko nebo zygotu. Sekreční buňky vylučují látky, které vyživují vajíčko nebo zygotu a umožňují kapacitaci spermií, proces, kdy spermie „nabírají sílu“ k samotnému oplození.
Při nedostatečné činnosti řasinek nebo při neprůchodnosti vejcovodů se jednak nemusí vajíčko vůbec dostat do dělohy a místo odchodu dělohou a pochvou se vstřebá, což může být ženou vnímáno i dost bolestivě, jednak může dojít k zahnízdění oplodněného vajíčka do sliznice vejcovodu, tedy mimo dělohu. Mimoděložní těhotenství může vést k až prasknutí vejcovodu a k život ohrožujícímu krvácení do dutiny břišní.

## Sterilizace
Mechanické přerušení vejcovodů, takzvané podvázání, bylo a je používáno také jako definitivní antikoncepční metoda pomocí drobné operace. V současnosti jde o diskutovanou problematiku vzhledem k možným zneužitím neinformovanosti žen v českých nemocnicích, především za totality.
Mechanické přerušení vejcovodů mohou způsobit srůsty po zánětlivých procesech, po nastydnutích a podobně. Podvázání operatérem ani srůsty nevylučují možnost mimoděložního těhotenství, ale také je dále možné oplodnění ženy „ze zkumavky“ pomocí vlastního vajíčka.